# Tapírids
Els tapírids (Tapiridae) són una família de mamífers de l'ordre dels perissodàctils. Els tapirs en són els únics representants vivents, però el grup també inclou molts gèneres extints. És una de les famílies més antigues entre els mamífers i era una de les més esteses en l'Oligocè, fa uns 55 milions d'anys, quan estaven distribuïts per tot el món. El fòssil de tapir més vell d'Europa, d'entre 3,5 i 4 milions d'anys, fou trobat el 2008 al Camp dels Ninots de Caldes de Malavella.